# Spaced
Spaced é uma Britcom escrita e estrelada por Simon Pegg e Jessica Stevenson, e dirigida por Edgar Wright. É conhecida por sua edição de tiro rápido, frequentes referências a cultura pop, piadas, música eclética, e por seu surrealismo ocasional. Duas temporadas de sete episódios cada foram exibidas em 1999 e 2001 no canal Channel 4 e então novamente em Q4 2009, no canal Dave, ambos britânicos.

## Sinopse
Tim Bisley (Pegg) e Daisy Steiner (Stevenson) são dois britânicos de vinte e poucos anos que se conheceram por acaso em um café, quando estavam procurando um apartamento para morar. Apesar de mal se conhecerem, eles planejaram fingir serem um casal jovem e profissional para possuírem os requisitos de um anúncio de um apartamento barato na rua 23 Meteor em Tufnell Park, que é propriedade e também abriga Marsha Klein (Julia Deakin). No mesmo prédio mora Brian Topp (Mark Heap), um excêntrico artista conceitual, que trabalha em seus vários quadros incomuns no 1º andar. Além desses personagens que residem no prédio, há também os frequentes visitantes do apartamento, como o melhor amigo de Tim, Mike Watt (Nick Frost), que acaba se tornando um inquilino no prédio após a filha de Marsha, Amber, fugir de casa, e a melhor amiga de Daisy, Twist Morgan (Katy Carmichael).
A série mostra as aventuras e os problemas de Tim e Daisy enquanto eles "navegam" pela vida, decidindo o que eles querem fazer com suas vidas tanto no lado pessoal quanto no profissional, mostrando seus problemas em relacionamentos e suas tentativas de descobrir novos caminhos, em grande parte improdutivos, de matar o tempo e quebrar o tédio. Todos descobrem logo que Tim e Daisy não são realmente namorados, exceto Marsha, que só descobre a verdade no final da segunda temporada.